# Dossespeicher Kyritz
Der Dossespeicher Kyritz wird auch als Talsperre Kyritz, Borker See oder Obersee der Kyritzer Seenkette bezeichnet. Der Dossespeicher liegt im Nordwesten des Landes Brandenburg und gilt mit einem Speichervolumen von 18,3 Millionen Kubikmetern Wasser als die größte Talsperre in Norddeutschland. Er reguliert den Wasserhaushalt im Einzugsgebiet der Dosse und ist am Hochwasserschutz der Städte Wusterhausen und Neustadt beteiligt.
Der Dossespeicher wurde 1979 in Betrieb genommen. Er staut die Klempnitz, einen Nebenfluss der Dosse im Einzugsgebiet der Havel. Sein Hauptzweck ist die Bereitstellung von Wasser zur Bewässerung von rund 11.000 ha landwirtschaftlicher Nutzfläche.
Laut dem statistischen Jahrbuch 2007 hat der Stausee eine Wasseroberfläche von 2,68 km², eine maximale Wassertiefe von 11,5 m und eine mittlere von 5,5 m. (Nach der Liste der Seen, Talsperren und Speicher des Landes Brandenburg sind es: Wasseroberfläche: 3,4 km², mittlere Wassertiefe 3,8 m.)

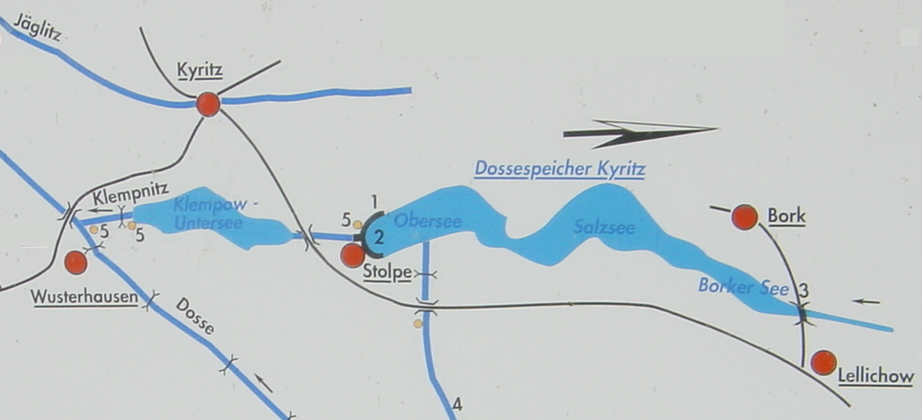
Lageplan

Sein Stauspiegel liegt im Normalfall zwischen 40,50 m ü. NHN und 38,50 m ü. NHN. Es ist in trockenen Jahren eine Absenkung bis auf 38,00 m ü. NHN möglich und im Hochwasserfall ein Aufstau bis 41,00 m ü. NHN. Der Bereich zwischen 40,50 m ü. NHN und 41,00 m ü. NHN dient als Hochwasserrückhalteraum, der ein Volumen von ca. 1,8 Mio. m³ hat. Der Speicher hat einen Stauinhalt von 16,6 Millionen m³, der zurzeit auf 9,8 Millionen m³ beschränkt ist. Bei Hochwasser sind es bis zu ca. 18,3 Mio. m³. Der Betriebsraum umfasst 6,5 Mio. m³ Wasser.
Die Talsperre hat einen ca. 5 m hohen und ca. 900 m langen gekrümmten Staudamm als Absperrbauwerk.
Wasser der Dosse kann über den 5,3 Kilometer langen Dossespeicher-Zuleiter zum Stausee überführt werden. Er ist für einen Abfluss von 3,1 m³/s ausgelegt. Zur Verteilung des Wassers wurden der  Dosse-Jäglitz-Zuleiter (2,5 Kilometer, 2,1 m³/s) zur Jäglitz und der Dosse-Rhin-Zuleiter (8,1 Kilometer, 1,0 m³/s) zum Rhin angelegt. Die Zuleiter entstanden zum Teil als Neubau, zum Teil durch den Ausbau vorhandener Gräben.